# Aegiphila valerii
Aegiphila valerii là một loài thực vật có hoa trong họ Hoa môi. Loài này được Standl. mô tả khoa học đầu tiên năm 1925.